# NGC 2305
NGC 2305 è una vasta galassia ellittica situata nella costellazione del Pesce Volante, a una distanza di circa 173 milioni di anni luce dalla nostra Via Lattea.

## Scoperta
La galassia è stata scoperta il 30 novembre 1834 dall'astronomo britannico John Herschel.

## Descrizione
NGC 2305 forma una coppia di galassie con NGC 2307.